# Arauá
Arauá é um município brasileiro do estado de Sergipe, localizado no Litoral Sul do estado.

## História
Em 1596 foi dada carta de sesmarias a Sebastião Brito e Francisco Soares, relativos às terras ao sul do rio Piauí; ali instalaram fazendas de gado, cultivos de cana e engenhos de açúcar, daí por que são considerados os primeiros desbravadores da região.
Como os primeiros senhores de engenho acharam que a sede do município (então Estância) ficava longe das suas propriedades, criaram ali mesmo nas suas terras um centro de vida social, próximo ao riacho de Parida. Em 1854 o povoamento foi nomeado 'Arraial de Nossa Senhora da Conceição da Parida'. Na metade do século XIX houve uma ex-escrava que virou senhora de engenho, casada ainda com um cônego do município.
Por iniciativa de Joaquim José de Gois, José Felix do Nascimento e Tiburcio Manoel do Nascimento, foi construído na povoação o seu templo católico, cuja freguesia foi criada pela Lei nº 815, de 30 de abril de 1868, sob o nome de Nossa Senhora da Conceição de Arauá, mudando também o topônimo da povoação para Arauá, nome do afluente próximo do rio Piauí. A resolução nº 848, de 9 de abril de 1870, elevou a povoação à categoria de Vila, desmembrando-a do Município de Estância. E pela Lei de 15 de dezembro de 1938 a Vila de Arauá foi elevada à categoria de cidade.
Em função do levantamento executado pelo IBGE no Censo 2000, onde foi constatada uma redução da população, o Município de Arauá entrou na justiça, solicitando a incorporação de 5 localidades que se situam em municípios vizinhos. O processo foi julgado provisoriamente como improcedente no STJ, mas remetido para o STF para a decisão final.

## Geografia
Apresenta temperatura média anual de 24,6 °C e precipitação de chuvas média 863,3 mm/ano. O intervalo mais chuvoso é o de março a agosto (outono-inverno). O relevo do município de Arauá é tabular com planícies fluviais onde afloram as rochas cristalinas mais antigas. Os solos são argilosos (Podzólico Vermelho Amarelo Equivalente Eutrófico e Podzólico Vermelho Amarelo). A vegetação é de Campos Limpos e Sujos, Capoeira e Caatinga. O município está inserido na bacia hidrográfica do rio Piauí. Constituem rios da região, ainda o rio Arauá e o riacho Camboatá.

## Economia
A economia do município tem como base a agropecuária. Na agricultura, há produção de laranja, limão, mandioca, manga, maracujá, abacaxi e tangerina. A pecuária explora a criação de bovinos, suínos, eqüinos, ovinos, existindo ainda criação de galináceos.